# Óscar Vázquez
Óscar Vázquez (* 6. Mai 1990 in Madrid) ist ein ehemaliger spanischer Eishockeyspieler, der den Großteil seiner Karriere beim CH Majadahonda in der spanischen Superliga verbrhe.

## Karriere
Óscar Vázquez spielte zunächst für den CH Collada Villalba. Als 18-Jähriger wechselte er 2008 zum CH Majadahonda in die spanische Superliga, wo er bis zu seinem Karriereende 2018 spielte.

### International
Für Spanien nahm Vázquez im Juniorenbereich an den U18-Weltmeisterschaften 2007 in der Division III und 2008 in der Division II sowie den U20-Weltmeisterschaften der Division II 2008, 2009 und 2010 teil. Zudem nahm er mit der spanischen Studentenauswahl an der Winter-Universiade 2015 im spanischen Granada teil.
Im Seniorenbereich stand er bei den Weltmeisterschaften der Division II 2010, 2012 und 2013 im Aufgebot der Iberer. Bei der Weltmeisterschaft 2011 trat er mit den Spaniern in der Division I an. Zudem vertrat er seine Farben bei den Qualifikationsturnieren für die Olympischen Winterspiele in Sotschi 2014 und in Pyeongchang 2018.

### Trainerlaufbahn
Bereits neben seiner aktiven Karriere begann Vázquez auch als Trainer zu arbeiten. So war er in der Spielzeit 2013/14 Assistenztrainer der Damen-Mannschaft des CH Majadahonda. Außerdem betreute er die spanische Frauenauswahl bei der Frauen-Weltmeisterschaft der Division II 2015 und der Winter-Universiade 2015.

## Erfolge und Auszeichnungen
- 2007 Aufstieg in die Division II bei der U18-Weltmeisterschaft der Division III
- 2010 Aufstieg in die Division I bei der Weltmeisterschaft der Division II, Gruppe A